# 萨灵贝格
萨灵贝格是奥地利下奥地利州茨韦特尔县的一个市镇。总面积51.63平方公里，总人口1418人，人口密度27.5人/平方公里（2005年）。